# Nordmannvik
Nordmannvik est une localité du comté de Troms, en Norvège.

## Géographie
Administrativement, Nordmannvik fait partie de la kommune de Kåfjord.